# 惠河 (东鱼河)
惠河，位于山东省西南部，是东鱼河右岸一条支流，原为独立入南阳湖的河道，东鱼河开挖时被截为两段，今惠河上段源自单县中部孙溜镇马庙村，东北流经张集镇后，沿金乡县与江苏省丰县边界至霄云镇核桃园村注入东鱼河。上段全长41.7公里，流域面积283平方公里。东鱼河以下的惠河在鱼台县境内，依旧汇入南阳湖。